# Albánia a 2012. évi nyári olimpiai játékokon
Albánia a nagy-britanniai Londonban megrendezett 2012. évi nyári olimpiai játékok egyik részt vevő nemzete volt. Az országot az olimpián 5 sportágban 11 sportoló képviselte, akik érmet nem szereztek.

## Atlétika
Férfi
| Versenyző      | Versenyszám | Selejtező | Selejtező | Döntő    | Döntő    |
| Versenyző      | Versenyszám | Eredmény  | Helyezés  | Eredmény | Helyezés |
| -------------- | ----------- | --------- | --------- | -------- | -------- |
| Adriatik Hoxha | Súlylökés   | 17,58 m   | 37.       | kiesett  | kiesett  |

Női
| Versenyző      | Versenyszám | Előfutam                 | Előfutam                 | Előfutam                 | Elődöntő | Elődöntő | Elődöntő | Döntő   | Döntő    |
| Versenyző      | Versenyszám | Idő                      | Hely.                    | Össz.                    | Idő      | Hely.    | Össz.    | Idő     | Helyezés |
| -------------- | ----------- | ------------------------ | ------------------------ | ------------------------ | -------- | -------- | -------- | ------- | -------- |
| Klodiana Shala | 200 m       | sérülés miatt nem indult | sérülés miatt nem indult | sérülés miatt nem indult | kiesett  | kiesett  | kiesett  | kiesett | kiesett  |

## Cselgáncs
Női
| Versenyző         | Versenyszám | Selejtező                            | Nyolcaddöntő                               | Negyeddöntő       | Elődöntő          | Vigaszág elődöntő | Bronz- mérkőzés   | Döntő             | Helyezés |
| Versenyző         | Versenyszám | Ellenfél Eredmény                    | Ellenfél Eredmény                          | Ellenfél Eredmény | Ellenfél Eredmény | Ellenfél Eredmény | Ellenfél Eredmény | Ellenfél Eredmény | Helyezés |
| ----------------- | ----------- | ------------------------------------ | ------------------------------------------ | ----------------- | ----------------- | ----------------- | ----------------- | ----------------- | -------- |
| Majlinda Kelmendi | Harmatsúly  | Jaana Sundberg (FIN) · 110(0)–001(0) | Christianne Legentil (MRI) · 010(1)–100(1) | kiesett           | kiesett           |                   |                   |                   | 9.       |

## Sportlövészet
Férfi
| Versenyző    | Versenyszám    | Selejtező | Selejtező | Döntő   | Döntő    |
| Versenyző    | Versenyszám    | Pont      | Helyezés  | Pont    | Helyezés |
| ------------ | -------------- | --------- | --------- | ------- | -------- |
| Arben Kucana | Légpisztoly    | 577       | 20.       | kiesett | kiesett  |
| Arben Kucana | Szabadpisztoly | 524       | 37.       | kiesett | kiesett  |

## Súlyemelés
Férfi
| Versenyző      | Versenyszám | Szakítás                 | Szakítás                 | Lökés    | Lökés    | Összesen | Helyezés |
| Versenyző      | Versenyszám | Eredmény                 | Helyezés                 | Eredmény | Helyezés | Összesen | Helyezés |
| -------------- | ----------- | ------------------------ | ------------------------ | -------- | -------- | -------- | -------- |
| Briken Calja   | 69 kg       | 143                      | 12.                      | 177      | 7.       | 320      | 9.       |
| Daniel Godelli | 69 kg       | érvényes kísérlet nélkül | érvényes kísérlet nélkül | kiesett  | kiesett  | kiesett  | kiesett  |
| Endri Karina   | 94 kg       | 155                      | 16.                      | 195      | 14.      | 350      | 14.      |

Női
| Versenyző    | Versenyszám | Szakítás | Szakítás | Lökés    | Lökés    | Összesen | Helyezés |
| Versenyző    | Versenyszám | Eredmény | Helyezés | Eredmény | Helyezés | Összesen | Helyezés |
| ------------ | ----------- | -------- | -------- | -------- | -------- | -------- | -------- |
| Romela Begaj | 58 kg       | 101      | 8.       | 115      | 12.      | 216      | 11.      |

## Úszás
Férfi
| Versenyző   | Versenyszám | Előfutam | Előfutam | Előfutam | Elődöntő | Elődöntő | Elődöntő | Döntő   | Döntő    |
| Versenyző   | Versenyszám | Idő      | Hely.    | Össz.    | Idő      | Hely.    | Össz.    | Idő     | Helyezés |
| ----------- | ----------- | -------- | -------- | -------- | -------- | -------- | -------- | ------- | -------- |
| Sidni Hoxha | 100 m gyors | 51,11    | 1.       | 37.      | kiesett  | kiesett  | kiesett  | kiesett | kiesett  |

Női
| Versenyző   | Versenyszám    | Előfutam | Előfutam | Előfutam | Elődöntő | Elődöntő | Elődöntő | Döntő   | Döntő    |
| Versenyző   | Versenyszám    | Idő      | Hely.    | Össz.    | Idő      | Hely.    | Össz.    | Idő     | Helyezés |
| ----------- | -------------- | -------- | -------- | -------- | -------- | -------- | -------- | ------- | -------- |
| Noel Borshi | 100 m pillangó | 1:05,49  | 1.       | 40.      | kiesett  | kiesett  | kiesett  | kiesett | kiesett  |